# اسکارلت ورنر
 اسکارلت ورنر (آلمانی: Scarlett Werner؛ زاده ۲۱ نوامبر ۱۹۸۴) یک تنیس‌باز اهل آلمان است. 